# Пен Баджли
Пен Дейтън Баджли (на английски: Penn Dayton Badgley; роден на 1 ноември 1986 г.) е американски актьор и певец. Известен е с ролята си на Дан Хъмфри в сериала „Клюкарката“ (2007 – 2012). Участва и във филми като „Джон Тъкър трябва да умре“ (2006), „Пастрокът“ (2009) и „Лесна, А?“ (2010).

## Избрана филмография
| Година | Филм                      | Оригинално заглавие  | Роля   | Режисьор         |
| ------ | ------------------------- | -------------------- | ------ | ---------------- |
| 2006   | Джон Тъкър трябва да умре | John Tucker Must Die |        | Бети Томас       |
| 2009   | Пастрокът                 | The Stepfather       | Майкъл | Нелсън Маккормик |
| 2010   | Лесна, А?                 | Easy A               |        | Уил Глък         |